# Bulumanis Kidul
Bulumanis Kidul is een bestuurslaag in het regentschap Pati van de provincie Midden-Java, Indonesië. Bulumanis Kidul telt 3469 inwoners (volkstelling 2010).